# Erbil (gouvernement)
Erbil is een gouvernement (provincie) in Irak.
Erbil telt 2.019.688 inwoners op een oppervlakte van 14.471 km².

## Overzicht

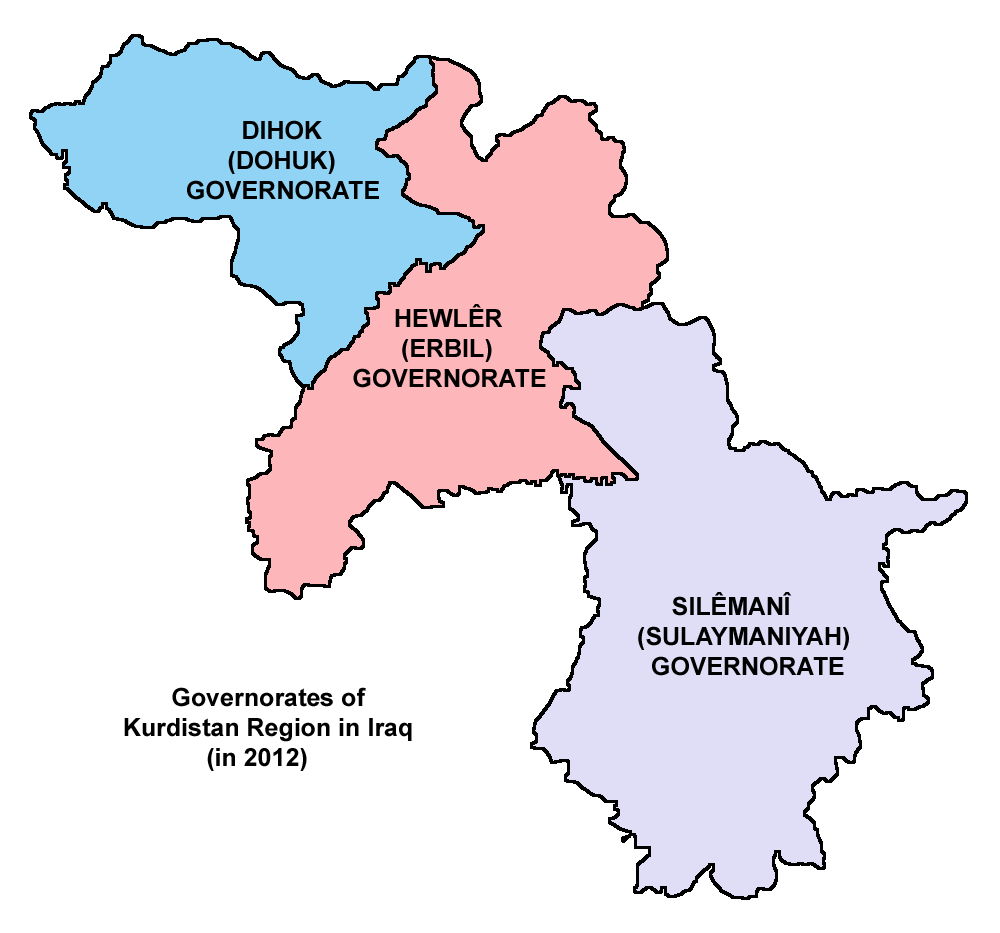
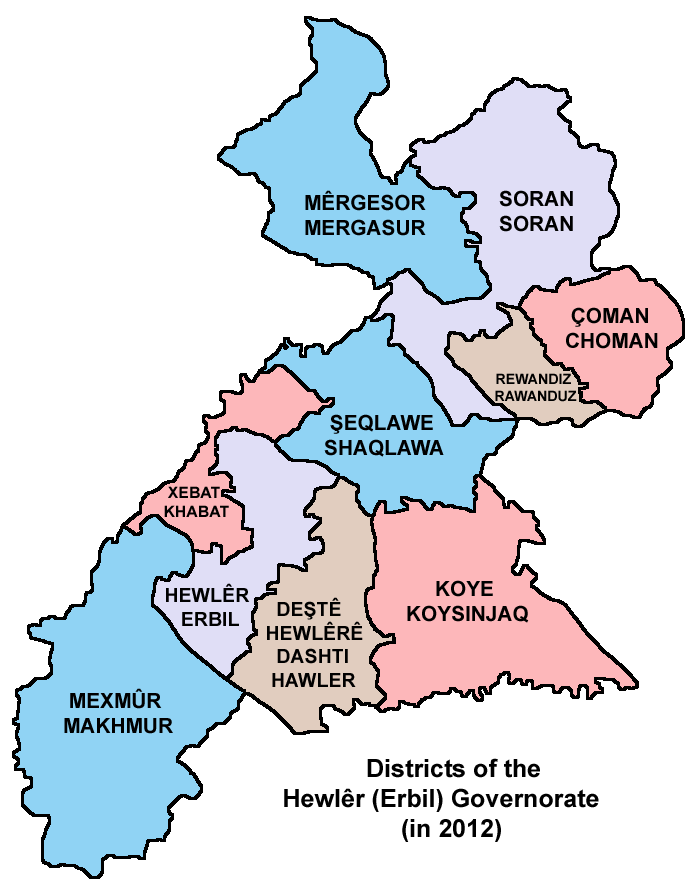